# Daniel Thomas
Daniel Thomas (Hilliard, 27 ottobre 1987) è un ex giocatore di football americano statunitense che ha militato nel ruolo di running back nella National Football League (NFL). Fu scelto nel corso del secondo giro (62º assoluto) del Draft NFL 2011 dai Dolphins. Al college ha giocato a football alla Kansas State University.

## Carriera professionistica

### Miami Dolphins
Thomas fu scelto nel corso del secondo giro del Draft 2011 dai Miami Dolphins. Il 29 luglio 2011 firmò un contratto quadriennale. Thomas ebbe subito successo nella NFL, correndo per 107 yard nella settimana 2 e 95 yard segnando un touchdown su ricezione nella settimana 3. Nella partita successiva si infortunò al tendine del ginocchio, rimanendo fuori dai campi di gioco fino alla settimana 6. Thomas terminò la sua stagione da rookie con 581 yard guadagnate su corsa, partendo quasi sempre come riserva di Reggie Bush.
Nella prima gara della stagione 2013, Thomas segnò il suo primo touchdown su corsa nella vittoria sui Cleveland Browns. Il secondo lo segnò nella vittoria della settimana 3 contro gli Atlanta Falcons. Nella settimana 8 contro i New England Patriots segnò il primo TD su ricezione stagionale. La terza marcatura su corsa la segnò nella vittoria della settimana 11 contro i San Diego Chargers. Nel turno 14, contro gli Steelers in un Heinz Field innevato, Thomas corse 105 yard e segnò un touchdown nella vittoria per 34-28. La domenica successiva, ancora contro i Patriots, segnò un altro touchdown su ricezione. La sua annata si concluse con 406 yard corse, 4 touchdown su corsa e 2 su ricezione. Il 30 agosto 2014 fu svincolato ma rifirmò il 15 settembre dopo l'infortunio di Knowshon Moreno.

## Statistiche
| Partite totali             | 30    |
| Partite totali da titolare | 3     |
| Yard su corsa              | 1.312 |
| Touchdown su corsa         | 8     |

Statistiche aggiornate alla stagione 2013